# Jahrbuch der Deutschen Gesellschaft für Geschichte der Sportwissenschaft
Das Jahrbuch der Deutschen Gesellschaft für Geschichte der Sportwissenschaft e. V. erscheint im Lit Verlag.
Es wird seit 2005 von der Deutschen Gesellschaft für Geschichte der Sportwissenschaft herausgegeben; im Jahr 2017 erschien der 13. Band. Behandelt werden unter anderem Themen der Sport- sowie Alten und neuen Geschichtswissenschaft, Medizin, Pädagogik und Trainingswissenschaft.